# Dritte Schlacht bei Winchester
Guard Hill – Summit Point – Smithfield Crossing – Berryville – Winchester III – Fisher's Hill – Tom's Brook – Cedar Creek
Die Dritte Schlacht bei Winchester, auch bekannt als die Schlacht am Opequon Creek, war eine Schlacht im Zuge von Sheridans Feldzug im Shenandoahtal während des Amerikanischen Bürgerkrieges. Sie fand am 19. September 1864 westlich des Opequon Creeks bei Winchester, Virginia statt. Etwa 40.000 Mann der Unionstruppen unter Generalmajor Philip Sheridan siegten über fast dreimal schwächere konföderierte Streitkräfte unter Generalleutnant Jubal Anderson Early.

## Vorgeschichte
Im Jahr 1864 beeinflusste die bevorstehende Präsidentschaftswahl die Strategie der Unionsarmee erheblich. Die republikanische Regierung Abraham Lincolns sah sich einer ernsthaften Bedrohung durch die Demokraten und ihren Kandidaten George B. McClellan ausgesetzt. Die Kontrolle über das Shenandoahtal zu behalten, war für die konföderierte Armee während des gesamten Bürgerkriegs eine entscheidende Aufgabe. Das als Kornkammer der Konföderation bekannte fruchtbare Ackerland des Shenandoahtals lieferte den Soldaten und Zivilisten des Südens eine beträchtliche Menge an Nahrungsmitteln. Viele Bewohner des Tals waren pazifistische Quäker oder Dunkers, die sich nicht dem Kampf anschlossen. Dies bedeutete, dass das Shenandoahtal weiterhin landwirtschaftliche Produktion genoss, anders als andere Gebiete im Süden, die durch die Kriegsanstrengungen und das erodierende Sklavensystem Arbeitskräfte verloren. Darüber hinaus hatte das Tal eine enorme strategische Bedeutung für die konföderierte Armee. Das Shenandoahtal erstreckt sich ungefähr 165 Meilen von Lexington, Virginia bis zum Zusammenfluss der Flüsse Shenandoah und Potomac bei Harpers Ferry, West Virginia. Truppen und Vorräte, die durch das Tal transportiert wurden, waren durch verborgene Bergketten vor den Blicken des Feindes geschützt. Durch das Tal konnten konföderierte Truppen direkt in Stellungen geschickt werden, die die Bundeshauptstadt Washington bedrohten.
Im Mai 1864 erhielt General Franz Sigel den Auftrag, die rückwärtigen Verbindungen der Konföderierten im Tal zu unterbrechen. Nach dessen Niederlage in der Schlacht bei New Market (15. Mai) ersetzte man Sigel durch General David Hunter. Hunter vernichtete die unorganisierten Truppen der Konföderierten im Tal und führte eine Vernichtungsmission durch, bei der er das Virginia Military Institute, Fabriken, Scheunen und andere öffentliche Gebäude niederbrannte. Lee beschloss, General Jubal Early zu schicken, um Hunter nach West Virginia zurückzutreiben, was ihm am 17. Juni gelang. Early nutzte die Gelegenheit und marschierte mit seinen Truppen nordwärts nach Maryland und Pennsylvania. In der Schlacht am Monocacy am 9. Juli 1864, etwa 6 Meilen von Frederick, Maryland entfernt, konnten konföderierte Streitkräfte die Unionstruppen unter Generalmajor Lew Wallace schlagen und danach Washington, D.C. bedrohen. Da dies erfolglos blieb, wich Early zurück ins Shenandoahtal aus, doch seine ungeheuerlichen Manöver versetzten die Unionsarmee in Bedrängnis.

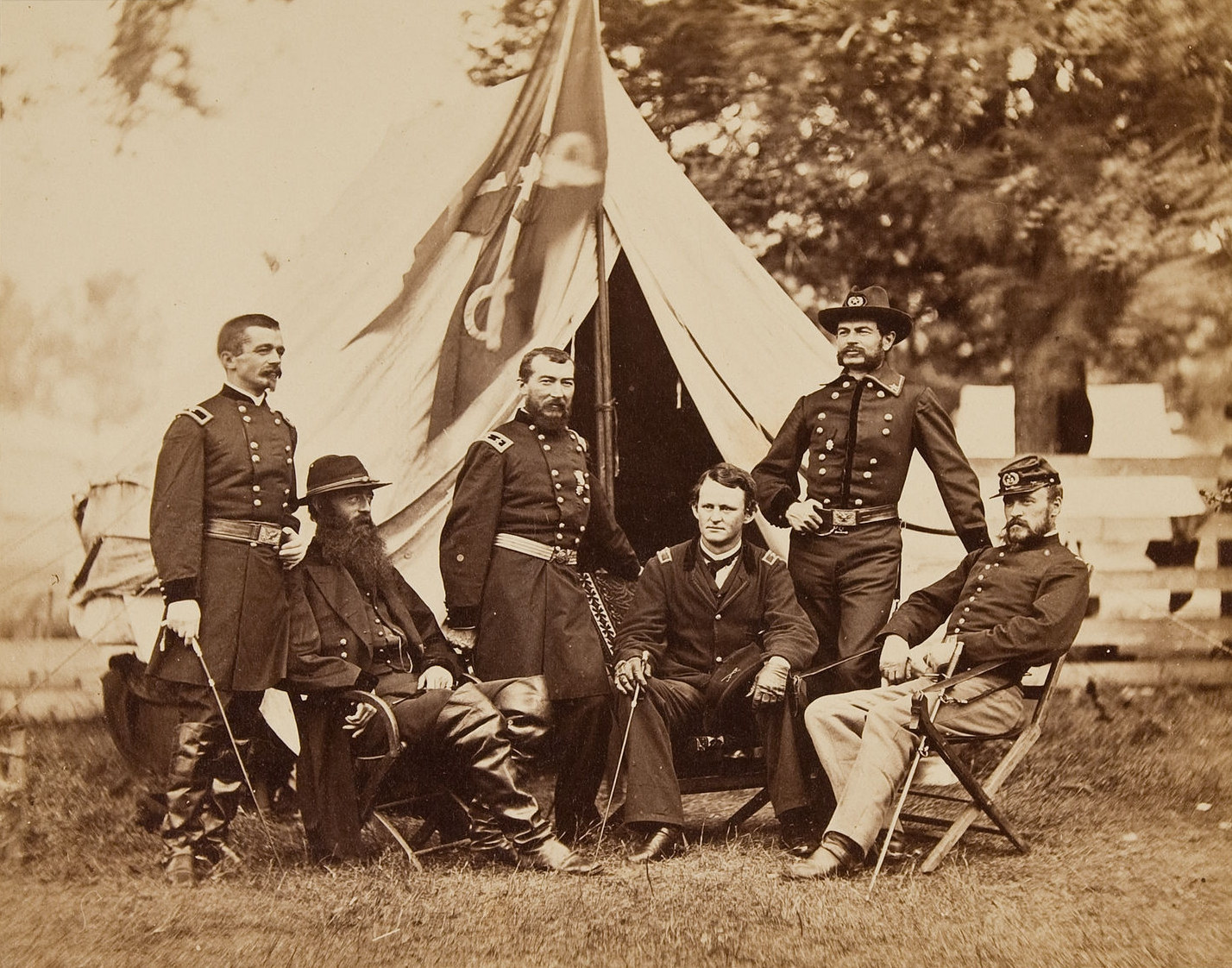
Sheridan im Kreis seiner Generale Merritt, Gregg, Davis, Wilson und Torbert

Der Krieg ging im Osten nur langsam voran, da Grants Potomac-Armee in einer Pattsituation mit Lees Nord-Virginia-Armee bei Petersburg feststeckte. Der Oberbefehlshaber des Unionsheeres, Generalleutnant Ulysses S. Grant verlor nach Earlys Überfall auf Chambersburg (30. Juli) die Geduld und wollte die rückwärtige Gefahr im Shenandoahtal endlich beseitigt wissen. Er bestimmte Philip Sheridan, seinen bisherigen Kavallerieführer, zum Befehlshaber aller Streitkräfte im wichtigen Durchgangstal, welche die Bezeichnung Shenandoah-Armee erhielten. Nach den Abberufung von General David Hunter übernahm Sheridan am 7. August das Kommando, General Crook hatte derweil die West Virginia-Armee neu organisiert. Mit Sheridan kam Brigadegeneral Alfred T. A. Torbert, der die Führung der 1. Kavallerie-Division übernahm.
Als Sheridan am 10. August die Shenandoah-Armee bei Halltown nahe Harpers Ferry  versammelt hatte, war diese in folgender Weise organisiert:
- VI. Korps unter Horatio Wright, (1. Division unter Brigadegeneral David Allen Russell, später unter Emory Upton, 2. Division unter Brigadegeneral George W. Getty und 3. Division unter Brigadegeneral James Ricketts)
- XIX. Korps unter William H. Emory (1. Division unter Brigadegeneral William Dwight und 2. Division unter Brigadegeneral Cuvier Grover)
- 1. Kavallerie-Division unter Alfred T. A. Torbert (Brigaden unter Wesley Merritt und William Averell)
- Reserve: VIII. Korps unter George Crook (1. Division unter Oberst Joseph Thoburn und 2. Division unter Oberst Isaac H. Duval, Artillerie unter Hauptmann Henry A. du Pont)

In Jubal Earlys Valley-Armee kommandierten die Divisionen die Generalmajore Gabriel C. Wharton, Robert E. Rodes, Stephen Dodson Ramseur (ab 20. September John Pegram), John Brown Gordon. Die Kavallerie-Divisionen führten Brigadegeneral Lunsford L. Lomax und Generalmajor Fitzhugh Lee (Brigadegeneral William Wickham).
Am 6. August traf General Robert E. Lee die umstrittene Entscheidung, 3.500 Soldaten, Artillerie und Kavallerie als Verstärkung Earlys ins Tal zu schicken. Bereits Mitte August beschloss Lee jedoch, diese Verstärkung aufgrund geringer Kampftätigkeit im Tal zurückzurufen. In ihrer Mitteilung vom 16. September informierte Wright Sheridan über diesen Abzug. Zunächst ging Sheridan vorsichtig vor, führte Aufklärungsmissionen durch und baute Spionagenetze unter den örtlichen Unionisten auf. Seine Geduld wurde am 16. September belohnt. Rebecca Wright, eine Quäker-Lehrerin, schickte Sheridan eine wichtige Nachricht, die von Tom Laws, einem Freigelassenen, überbracht wurde. Wright enthüllte, dass Earlys Armee „viel kleiner war als angegeben“. Mit diesen neuesten Informationen traf sich Sheridan am folgenden Tag mit Grant in Charleston, um einen Angriff auf die Konföderierten in Newton zu besprechen. Frustriert über Sheridans Untätigkeit hatte Grant bereits beschlossen, sich vor Wrights Nachricht direkt mit Sheridan zu treffen, um Schlachtpläne zu besprechen und eine Nachricht über Washington zu umgehen. Grant erklärte seinen ungewöhnlichen Besuch später wie folgt: „Ich hatte Grund zu der Annahme, dass die Regierung ein wenig Angst davor hatte, zu diesem Zeitpunkt eine entscheidende Schlacht auszutragen, aus Angst, sie könnte gegen uns ausfallen und sich negativ auf die Wahlen im November auswirken.“ Beeindruckt von Sheridans Angriffsplan kehrte Grant zu seinem Hauptquartier nach City Point zurück.

## Die Schlacht
Am 18. September erfuhr Sheridan, dass Early die Divisionen von General Robert Rodes und General John B. Gordon nach Martinsburg geschickt hatte. Sheridan änderte schnell seinen Plan und griff die Konföderierten in Winchester statt in Newton an. Early hatte einen gewaltigen Fehler gemacht, als er annahm, Sheridan sei ein weiterer übervorsichtiger Unionskommandeur. Angesichts von 40.000 feindlichen Soldaten hatte Early seine zahlenmäßig weit unterlegenen 12.500 Soldaten aufgeteilt, um schneller vorrücken und größer erscheinen zu können. Earlys Streitkräfte bestanden aus dem erfahrenen Zweiten Korps und 4.000 Kavalleristen.
Sheridan organisierte für den folgenden Tag seinen Angriff auf der Berryville Road in Richtung Winchester. Dabei wollte er zuerst die Division von General Stephen Ramseur und dann die Streitkräfte der Generäle John C. Breckinridge, Rodes und Gordon angreifen. Er hoffte, Earlys Truppen schnell und in großer Zahl zu dezimieren. Allerdings waren bei den Konföderierten bereits Kräfte im Einsatz, die Sheridans Pläne durchkreuzen sollten. Early, der von Grants und Sheridans Treffen erfahren hatte, beeilte sich, seine Truppen neu zu konzentrieren. Sheridan hatte derweil durch Verstärkungen seine Reiterei in ein Kavalleriekorps neu organisiert: General Alfred Torbert hatte den Oberbefehl, die First (Wesley Merritt) und Second Division (William W. Averell) wurden am äußeren rechten Flügel eingesetzt, den linken Flügel sicherte die Third Division unter Brigadegeneral James H. Wilson. Die folgende dritte Schlacht von Winchester – auch Schlacht von Opequon – fand in vier Phasen statt:

### Erste Phase: Berryville Canyon
Am 19. September um 4:30 Uhr morgens stand die Unionsarmee vor einem großen Hindernis. Nach der Überquerung des Opequon Creek führt die Berryville Road durch den drei Kilometer langen, schmalen Berryville Canyon. General Horatio Wrights VI. Korps stieß auf heftigen Widerstand der Konföderierten, als seine Vorhut aus dem den Canyon herauskam. Außerdem hatte Wright befohlen, dass die langsam fahrenden Wagenkolonnen die Soldaten in den Canyon begleiten sollten. Bald war der enge Canyon mit vorrückenden Infanteristen, mit Vorräten beladenen Wagenkolonnen und Verwundeten verstopft. General William Emory, der das XIX. Korps befehligte, war erzürnt über Wrights Inkompetenz, ignorierte Wrights Befehle und wies seine Männer an, die ganze Wagenkolonnen seitlich zu umgehen. Soldaten des XIX. Korps mussten die Hügelhänge entlang vorrücken und trampelten über viele Verwundeten hinweg, was die allgemeine Moral beeinträchtigte, bevor man überhaupt auf den Feind traf, was überhaupt ihre Ankunft auf dem Schlachtfeld verzögerte. Es war bereits 11:30 Uhr, bevor Sheridans Linien wieder bereit waren, den Vormarsch aufzunehmen.

### Zweite Phase: Red Bud Run und Middle Field

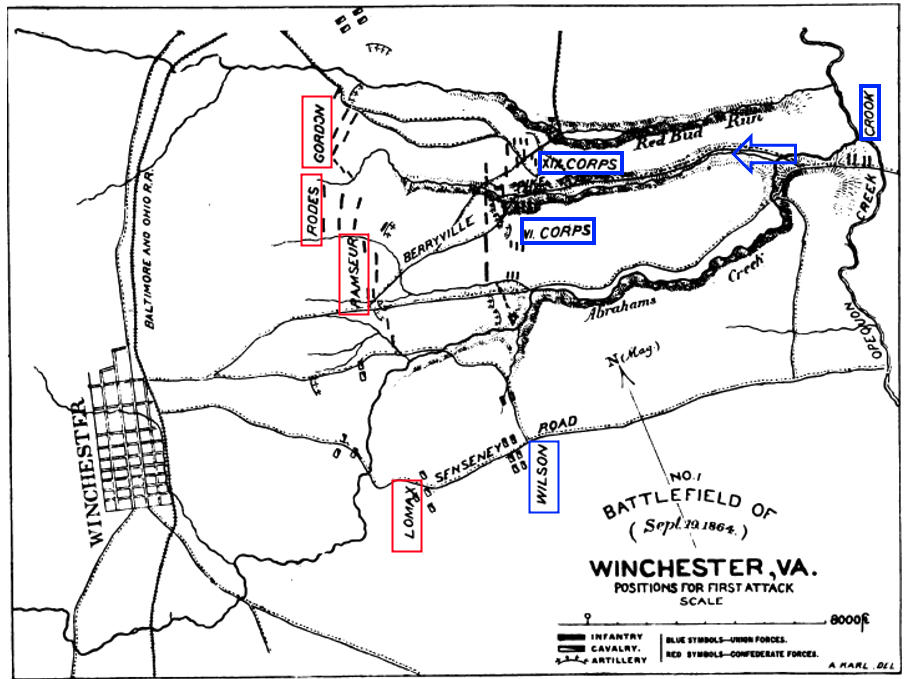
Aufmarschkarte

Um 11:40 Uhr gaben Kanonenschüsse der Union das Signal zum Beginn der zweiten Phase der Schlacht. Die Unionsbrigaden des XIX. Korps unter Colonel Jacob Sharpe und Brigadier General Henry Birge rückten aus dem First Woods südwestlich von Red Bud Run vor. Gewehrfeuer der Konföderierten im Second Woods, 550 Meter entfernt, und Artilleriefeuer aus den sechs Kanonen von Major James Breathed sorgten für ein tödliches Kreuzfeuer. Der Fortschritt wurde durch den Widerstand des Feindes gehemmt, beide Seiten kämpfen ohne Deckung, die Opfer waren sehr groß. Wrights Infanterie zwang Ramseur und Rodes stetig nach hinten, während Emory links von der Linie des Feindes in Verwirrung warf. Zu diesem Zeitpunkt eröffnete auch die Artillerie der Konföderierten aus kurzer Reichweite das Feuer. Dies bewirkte die Schwächung in der Mitte an der Naht zwischen Emory und Wright, der Angriff der durch einen Teil von Rodes 'Kommando geliefert wurde, trieb die Linie in der Mitte der Union zurück. Das 31. Georgia-Infanterieregiment lieferte sich im Second Woods einen Nahkampf mit den Unionstruppen. Die Unionslinie begann zu wanken, aber ein Stabsoffizier aus Birges Brigade befahl darauf einen Bajonettangriff. Die Georgianer konnten dem Ansturm nicht standhalten und zogen sich zurück. Sieben mit Schrotkartätschen geladene Kanonen von Lieutenant Colonel Carter Braxton stoppten die verfolgenden Unionstruppen. In diesem kritischen Moment wechselte Russells Division von Wrights Corps zu Emorys linken Flügel und stoppten dadurch die konföderierten Truppen, die Grover verfolgten. Nach Verstärkung durch zwei Brigaden aus Gordons Division gingen die Konföderierten zum Gegenangriff über und drängten die Unionstruppen zurück in die First Woods. Während dieser Kämpfe verloren die Unionstruppen jeden Regimentskommandeur und hatten 1.500 Mann Verluste. Der Unionsgeneral Russell und konföderierten Generäle Rodes und Godwin befanden sich nach diesem Gefecht unter den Gefallenen. Die Unionstruppen versuchten, über das Mittelfeld vorzustoßen, kamen aber nie näher als 180 Meter an die Second Woods heran.
Parallel zum Angriff des XIX. Korps rückte das VI. Korps vor, und Ramseurs linke Flanke brach unter dessen Ansturm zusammen. Während des Vormarsches der Union entstand aber eine Lücke zwischen den beiden Korps, gegen die Rodes sofort einen Gegenangriff startete. Nachdem er noch gerufen hatte: „Stürmt sie an, Jungs! Stürmt sie an!“, wurde Rodes von einer explodierenden Granate getötet. Ein weiterer Gegenstoß der Union von Brigadegeneral Emory Upton zerschlug dann Rodes‘ Division vollständig. General Wright bezeichnete Uptons Angriff später als „den Wendepunkt des Konflikts“. Beide Seiten waren von den blutigen Kämpfen erschöpft, und die Kämpfe ließen gegen 13 Uhr nach.

### Dritte Phase: Red Bud Run und Hackwood Farm

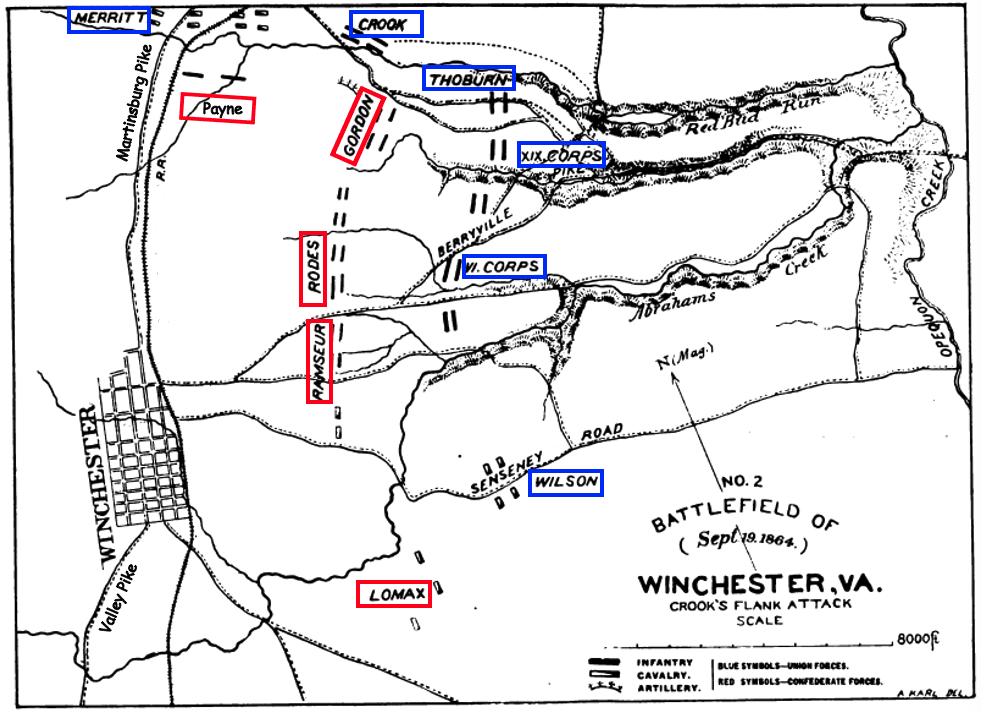
Crooks Flankenmanöver

Gegen 12:30 Uhr nachmittags befahl Sheridan dem VIII. Korps von General George Crook, die Linien des XIX. Korps zu verlängern und gegen Earlys linke Flanke eine Front zu bilden. Crook entschied, dass seine frischen Truppen aber zügig vorgehen sollten, anstatt einfach nur eine Verteidigungsposition am rechten Flügel von Emorys Corps einzunehmen. Zu Beginn des Aufmarsches plante man, seine Truppen um Earlys rechte Flanke herum auf die Südseite von Winchester führen zu können, um damit Earlys Rückzugsweg abzuschneiden. Diese Option war nun vertan, aber man hoffte, man könne Earlys linke Flanke (Division Gordon an der Nordseite von Winchester) umgehen und den Druck auf das XIX. Korps verringern. Duvals Division überquerte derweil den Red Bud Run und führte du Ponts Artilleriebrigade mit. Irgendwann nach 15 Uhr überquerte die Division von Colonel Isaac Duval den Red Bud Run und flankierte Gordons Division. Mehrere Kompanien des 153. New Yorker Infanterieregiments des XIX. Korps, die von General Dwight auf die Nordseite des Bachs geschickt worden waren, vereinigte sich mit Scharfschützen des 23. Ohio Infanterieregiments und gemeinsam vertrieb man dort die konföderierten Sicherungen sowie die restlichen Geschütze von Fitzhugh Lees Artillerie. Crook fand nun auf der Nordseite des Red Bud Run keinen Widerstand mehr, zudem waren dadurch die Unionstruppen in der Mitte keinem Flankenfeuer aus dem Norden ausgesetzt. Du Ponts 18 Kanonen wurden auf der Westseite der Huntsberry Farm aufgestellt, wodurch ihre Reichweite das Middle Field, Second Woods und Hackwood House beherrschte. In der Zwischenzeit überquerte die Division von Colonel Joseph Thoburn das Middle Field für einen Frontalangriff auf Gordon. Der zweigleisige Angriff zwang Gordon zum Rückzug auf die Hauptstellung der Konföderierten, die sich danach noch in einer Haken-Formation nördlich und östlich von Winchester halten konnte.

### Vierte Phase: Gefechte bei Fort Collier und Star Fort
Um 17 Uhr hatten die Konföderierten eine dichte innere Linie gebildet, die bei Star Fort verankert war, durch Fort Collier führte, an Gordons Linie westlich des Second Woods abbog und in der Nähe der Senseny Road endete. In der Zwischenzeit war die nach rechts befohlene Kavallerie nicht untätig gewesen. In einem bemerkenswerten Manöver griffen zwei Kavalleriebrigaden der Union die Infanterie der Konföderierten bei Fort Collier an. Anschließend durchbrachen Männer von Lieutenant Colonel George Custer die rechte Flanke der Konföderierten. Schließlich griff Breckinridge ein und ließ eine Brigade schwenken um die feindliche Kavallerie aufzuhalten. Nach scharfen Gefecht wurde der Strom an drei verschiedenen Punkten überquert, aber der Feind bestritt jeden Fuß des Weges darüber hinaus. Ein Konföderierter bemerkte: „Ich habe in meinem Leben noch nie einen solchen Anblick gesehen wie diese gewaltige Streitmacht, die wehenden Banner, funkelnden Bajonette und blitzenden Säbel, die von Norden und Osten auf die linke Flanke und den Rücken unserer Armee zukamen.“  Die Linie der Konföderierten begann darauf schnell zu bröckeln. Zum Glück für Early organisierten Ramseur und Brigadegeneral Bryan Grimes einen letzten Widerstand auf dem Mount Hebron Cemetery, um den Konföderierten den Rückzug durch die Stadt Winchester zu ermöglichen. Darüber hinaus bremste die Kavallerie von Colonel Thomas Munford bei Star Fort die vorrückenden Reiter der Union.

## Ergebnis und Verluste
Als die letzten Konföderierten nach zwölf Stunden Kampf Winchester räumen mussten, hatten sie den endgültigen Rückzug der Konföderierten aus dem Tal eingeleitet. Early zog sich ohne weitere Belästigung nach Fisher's Hill zurück, wo er am 21. September (Schlacht bei Fishers Hill) erneut auf den Feind traf. General Jubal Earlys militärischer Druck im Shenandoahtal war erheblich geschwächt und wurde einen Monat später in der folgenden Schlacht am Cedar Creek (19. Oktober 1864) vollständig gebrochen. Early war am Schluss gezwungen, das Tal zu verlassen und sich wieder an Lees Hauptmacht in der Nähe von Petersburg anzuschließen. Early schrieb später über Winchester: „Wenn ich auf diese Schlacht zurückblicke, kann ich nur der Unfähigkeit meines Gegners zuschreiben, dass ich der völligen Vernichtung entgangen bin.“ Sheridans Versuch, 20.000 Soldaten durch die enge Schlucht zu zwängen, war ein taktischer Fehler, der jede Möglichkeit, Early im Detail zu vernichten, zunichtemachte.
Die Gesamtverluste auf Seiten der Union und der Konföderation beliefen sich auf etwa 9.000 Mann. Allein ein Drittel davon entfiel auf Männer des XIX. Korps der Union, das vierzig Prozent seiner Mannschaften an Verlusten erlitt. Unter den Opfern der dritten Schlacht von Winchester befanden sind viele Generale und hochrangige Offiziere beider Seiten: Brigadegeneral David A. Russell der Nordstaaten war gefallen, die Brigadiers Emory Upton, George H. Chapman, und John B. McIntosh wurden schwer verwundet. Auf konföderierter Seite fielen Generalmajor Robert E. Rodes und Oberst George S. Patton, Sr., Großvater des gleichnamigen Panzergenerals des Zweiten Weltkrieges. Unter den Verwundeten waren Generalmajor Fitzhugh Lee und Brigadegeneral William Terry sowie die Obristen Archibald Godwin und William Wharton.